# Jason Moran
Jason Moran (* 21. ledna 1975, Houston) je americký jazzový klavírista. Na klavír začal hrát ve svých šesti letech a to nejprve klasickou hudbu a až později jazz. Studoval u Jakiho Byarda na Manhattan School of Music; když školu dokončil, odjel na turné do Evropy se saxofonistou Gregemm Osbym. Své první album jako leader nazvané Soundtrack to Human Motion vydal Moran v roce 1999 a v následujících letech jich vyšlo několik dalších. Během své kariéry spolupracoval i s dalšími hudebníky, mezi které patří například Charles Lloyd, Paul Motian, Jenny Scheinman nebo Walter Smith III.